# Stružná
Stružná (do roku 1949 Kysibl, německy Gießhübl) je obec v okrese Karlovy Vary v Karlovarském kraji. Žije v ní 635 obyvatel.

## Historie

### Historie obce
První písemná zmínka o osadě pochází z roku 1378. Ve 14. století byla osada manstvím hradu Andělská Hora. Ve východním cípu obce je dochován rybník, který byl součástí opevnění obdélníkové tvrze předpokládané po roce 1437. V té době získali Andělskou horu a Stružnou Šlikové, roku 1461 je získal Jiří z Poděbrad a roku 1463 věnoval svému synu Hynkovi. Roku 1466 se jich zmocnil míšeňský purkrabí Jindřich z Plavna, jehož potomci je drželi až do roku 1565. Již v roce 1536 byla Stružná jmenována mezi vesnicemi tvořícími přímou součást panství hradu Andělská Hora. V letech 1546 a 1570 je zmiňován rovněž zdejší poplužní dvůr. Protože v tu dobu sloužil jako šlechtické sídlo hrad Andělská Hora a mezi lety 1565 až 1570 se střídalo mnoho majitelů, obdélníková tvrz ve Stružné zchátrala a zanikla.
Od roku 1570 se stali majiteli Colonové z Felsu. Pravděpodobně již před rokem 1598 si Linhart Colonna z Felsu náhradou za zaniklou tvrz nechal ve Stružné postavit novou tvrz v místě dnešního zámku. V roce 1608 zdecimovala obyvatelstvo ve vsi velká morová epidemie, situaci nezlepšila ani bída v třicetileté válce. Za účast Linharta Colonny z Felsu ve vedení českého stavovském povstání byla roku 1621 jeho panství ve Stružné a v Nejdku zkonfiskována. V roce 1622 konfiskovanou tvrz Kysibl a hrad Andělskou Horu koupil císařský generál Heřman Černín z Chudenic.
Heřman Černín byl přísný katolík a tvrdě potlačoval dosud převládající evangelickou víru. Pevnou rukou správce panství Hoyera také nemilosrdně vykořisťoval své poddané. Docházelo k vážným konfliktům a k odmítání robotních povinností. Poddaní si roku 1637 na Heřmana Černína stěžovali i u císaře prostřednictvím své někdejší vrchnosti, členů felsovského rodu. Ačkoliv se Felsové od stavovského povstání s císařem usmířili, císař jejich stížnostem nevyhověl. Proto se vůdci poddaných tajně scházeli v odlehlých podhorských vsích Svatoboru, Dlouhé Lomnici a Bražci. V říjnu 1640 došlo na Andělské Hoře k velkému protestnímu shromáždění poddaných, kteří chtěli poslat k císaři novou stížnost. Protože poddaní nebyli ozbrojeni a nedopouštěli se násilností, odmítli proti nim císařští důstojníci z bochovské posádky zakročit. Vrchnost nemohla pokojné, ale organizované povstání potlačit, až v roce 1680 byli za selského povstání mučeni a v Bochově popraveni dva poddaní ze Šemnic.
Ve 2. polovině 17. století nechal Humprecht Jan Černín z Chudenic přestavět tvrz na raně barokní zámek. Roku 1734 Černínové prodali panství hraběti Leopoldu Hartigovi. On a později jeho stejnojmenný syn rozšířili zámek ve Stružné na rozsáhlý a přepychový trojkřídlý objekt. V roce 1794 koupil panství v dražbě hrabě Jan Josef Stiebar z Buttenhaimu, který je dále roku 1810 musel prodat pražskému měšťanu Antonínu Hladíkovi. Následujícího roku zámek vyhořel a byl provizorně opraven. Až v roce 1829 prodal Antonín Hladík zámek hraběti Vilému z Neuberku. Od něho koupili zámek i panství roku 1863 hrabata Černínové-Morzinové, kteří nechali zámek pseudorenesančně přestavět a postavit nové dvě věže. Zbytky panství, značně změněného první pozemkovou reformou koupil od Czerninů v roce 1930 Leopold III. Sternberg (1865–1937), jehož nejmladšímu synovi Adamovi (1903–1958) byl v roce 1945 majetek zkonfiskován a zámek se tak stal majetkem československého státu. Roku 1948 přešel zámek pod správu armády. Silně zdevastovaný zámek prodala v 90. letech armáda do soukromých rukou.
Po mnichovském diktátu, v letech 1938 až 1945 byl Kysibl součástí německého okresu Luditz. V roce 1939 zde žilo 533 obyvatel. Po druhé světové válce byla Stružná dosídlena českým obyvatelstvem. Název obce Kyselka byl používán za první republiky, většinou jen na mapách. Jinak se používal název Kysibl, nebo německý název Giesshübel. Namísto německého názvu obce byl v roce 1949 z návrhů Podhájí, Potočná, Podlesí a Stružná vybrán obyvatelstvem a členy místního MNV název Stružná. V letech 1949–1960 spadal Kysibl, resp. Stružná do okresu Karlovy Vary – okolí, od roku 1961 do okresu Karlovy Vary. Žalmanov a Peklo bylo přičleněno v roce 1949. V roce 1961 byly připojeny Horní Tašovice (dříve jen Tašovice) a Nová Víska. Severně od vesnice se v místech, kde se nachází několik drobných vodních nádrží, těžilo hnědé uhlí.

### Kyselka
Původní název obce se zachoval v názvu dnešní obce Kyselka u řeky Ohře, proslulé Mattoniho kyselkou. Pod Bukovou skálou (Buchstein) zde existovala malá ves, komolením časem vzniklo jméno Puchstein. Protože patřila ke Stružné (Giesshübl), byla označována Giesshübl-Puchstein či Giesshübl-Sauerbrunn. Již kolem roku 1790 byla Buková kyselka zásluhou Heřmana Jakuba Černína stáčena. Kyselku propagoval v 19. století balneolog dr. Josef Löschner, obchodník s karlovarskou minerální vodou Heinrich Mattoni. Později reklamní kampaň Kysibelské Kyselky ještě zesílila a název Kyselka či se dostal do spojitosti výhradně s prameništěm minerální vody.
K nezapomenutelnosti Kysibely přispěla i havárie stejnojmenného balónu na Zemské jubilejní výstavě v roce 1891. Na žádost Heinricha Mattoniho byl takto přejmenován balón majitele Maxmiliána Wollfa. Balon upoutaný na laně poskytoval za 3 zlaté odvážlivcům z výšky asi 100 m výhled na Prahu. 16. června 1891 se měl uskutečnit první volný let, kapitán Wollf zůstal na zemi a do balónu přistoupil nadporučík c. k. pěšího pluku Vilém Vondruška. Balón po odpoutání velmi rychle vystoupal výš než 1000 m nad zem, kde tlakem rozpínajícího se plynu praskl. Tkanina balónu zafungovala jako padák a balón zůstal viset na komíně holešovické továrny zemědělských strojů Antonína Reiszenzahna. Vzduchoplavcům se kromě pár oděrek nic nestalo. Pro Maxmiliána Wollfa znamenala nehoda velkou pokutu a pro Heinricha Mattoniho nezapomenutelnou reklamu.

### Výroba porcelánu
Ve Stružné od roku 1803 do roku 1997 fungovala porcelánka. Založil ji Christian Nonne z Durynska, který už měl v nájmu jiné tři porcelánky: ve Volkstedtu od roku 1767, v Ilmenau od roku 1792 a v Klášterci od roku 1797. Porcelánku v Klášterci měl Christian Nonne pronajatu od jejího majitele Jana Mikuláše Webera na 6 let za roční nájem 400 zlatých, ale J. M. Weber v roce 1801 zemřel a jeho dědicové prodali porcelánku v Klášteci hraběti Josefu Matyáši Thunovi. Nájemní smlouva platila do roku 1803, ale Christian Nonne pravděpodobně tušil, že ji J. M. Thun nebude chtít obnovit. Proto si již v roce 1802 najal od hraběte J. J. Stibara dvůr a rozlehlou klenutou budovu starých zámeckých stájí v Kysiblu a zřídil v nich manufakturu. V lednu 1803 požádal zemské gubernium o svolení ke zřízení továrny na kameninu a v srpnu 1803 povolení dostal. Později Nonne budovu a pozemek továrny od Stibara koupil. Továrna ale na rozdíl od Nonneho německých závodů neprosperovala, a proto ji v roce 1810 prodal novému majiteli panství J. A. Hladíkovi. Ten výrobu a kvalitu zboží také zlepšit neuměl a roku 1816 pronajal továrnu Josefu Schmelowskému a Benediktu Knaute. Nájemcům se podařilo zlepšit kvalitu střepu i malby a rozšířit výrobu. Josef Schmelovský v roce 1828 zemřel a Benedikt Knaute vedl továrnu sám až do roku 1835, kdy přibral za společníka Františka Lehnerta, který v továrně pracoval 10 let jako dílovedoucí. Již dříve právě díky zkušenostem Františka Lehnerta kvalita výrobků stoupla natolik, že Knaute v roce 1833 požádal o zemské povolení k výrobě porcelánu, a také je dostal. V roce 1840 Knaute odstoupil a nájemcem zůstal pouze Lehnert. Továrna tehdy měla 55 zaměstnanců a vyvážela jakostní luxusní porcelán do Ruska, Polska, Turecka a dalších zemí.
Zavedená porcelánka se zalíbila novému majiteli panství, Vilému rytíři z Neuberka. Ten získal panství sňatkem s Hladíkovou dcerou a v roce 1846 neobnovil Lehnertovi nájemní smlouvu. František Lehnert musel odejít a založil již v září 1846 porcelánku v Jelenech u Lubence, zatímco Vilém z Neuberka dostal zemské povolení až v únoru 1847. V žádosti o povolení se mj. uvádí, že továrna v Kysiblu má 1 účetního, 1 vrchního točíře, 1 vrchního malíře a 74 dělníků. Vybavením byl 1 mlýn na hmotu, 7 pěchovaček, lis na měditisk a kamenotisk a pec k výpalu. V polovině 19. století nabízela továrna vše od obyčejného nádobí a krajáčů na mléko, přes stolní čajové a kávové nádobí, košíčky na ovoce, lázeňské pohárky, figurky a dětské hračky až po luxusně zdobené vázy a nejjemnější soupravy s plastickým vzorem, bohatou malbou a zlacením. Koncem 19. století tvořilo užitkové nádobí, dostupné širokým vrstvám obyvatelstva, převážnou část výroby. V roce 1902 koupil továrnu Jan Schuldes, který ji vlastnil až do znárodnění v roce 1945. V roce 1958 byla porcelánka začleněna do oborového podniku Karlovarský porcelán. Počátkem 90. letech v průběhu privatizace připadla porcelánka akciové společnosti Epiag-DAFA. V roce 1997 byla výroba zastavena a stroje, formy, hotové i rozpracované výrobky odvezeny a rozprodány. Později areál koupil podnikatel Jaroslav Doležal, nezískal však další financování. Porcelánku zaměstnávající za největšího rozmachu přes 200 pracovníků se nepodařilo privatizovat a rozběhnout. Budovy byly v roce 2009 částečně zbourány, menší měrou přestavěny a areál pravděpodobně poslouží jako stavební pozemek.
Historie porcelánky se odráží i v jejích značkách. Christian Nonne používal písmeno G, proťaté kopím se špicemi na obou koncích. Schmelovský a Knaute používali písmeno G proťaté šípem směřujícím zpočátku dolů, později nahoru. Po smrti Schmelovského doplnil Benedikt Knaute značku iniciálami BK, případně vypustil G proťaté šípem. František Lehnert používal nápis GEISHUEBL nebo GEISSHÜBEL. Vilém z Neuberka používal iniciály N.G.F. nebo NG. Jan Schuldes se vrátil k nápisu Geisshübel nebo iniciálám JSG nebo JSK. Od roku 1993 bylo používáno původní značení s iniciály JSK umístěnými na štít s korunkou.[chybí lepší zdroj]

### Vojenský útvar Stružná
Ve Stružné byl od roku 1962 dislokován 20. samostatný raketometný oddíl 20. motostřelecké divize ZVO. Nejprve byl vybaven odpalovacími zařízeními 2P16 na tankových podvozcích PT-76. Od roku 1984 (?) pak 4 taktickými mobilními raketovými komplexy R-60 Luna M, označovanými také 2K52. Komplet tvořilo odpalovací zařízení na podvozku nákladního automobilu ZIL-135 a neřízená raketa na tuhé palivo. Odpalovací zařízení bylo doprovázeno přepravníkem, také na podvozku ZIL-135, který sloužil k přepravě a skladování až tří raket v izotermických kontejnerech. Raketa 9M21B s doletem 15–75 km mohla kromě klasické nebo kazetové hlavice nést i hlavici jadernou o mohutnosti 10 až 40 kilotun a dopravit ji na cíl s přesností 300 m.
Při hrozícím vojenském konfliktu by jaderné hlavice musely být raketometnému oddílu ve Stružné teprve dodány. Na území ČSSR se nacházely sklady speciální munice, ale byly zabezpečeny Sovětskou armádou a plně podřízeny 12. Hlavní správě Ministerstva obrany SSSR. Žádný útvar ČSLA neměl k dispozici ostré jaderné hlavice. Hlavice byly skladovány v rozebraném stavu a ani techniku nezbytnou k jejich sestavení Sovětský svaz nikdy nesvěřil žádnému dalšímu státu Varšavské smlouvy. Blízkost letišť v Karlových Varech a Žatci byla logistickou výhodou, ale do Stružné nikdy ostrá jaderná hlavice dodána nebyla. A v celé ČSSR nikdy nebyl vydán rozkaz k montáži ostré jaderné hlavice na nosnou raketu. Pravděpodobně před rokem 1992 pak byly jaderné hlavice z ČR staženy.

## Obyvatelstvo
Při sčítání lidu v roce 1921 zde žilo 567 obyvatel (z toho 249 mužů), z nichž bylo pět Čechoslováků, 559 Němců, jeden příslušník jiné národnosti a dva cizinci. Kromě pěti židů, jednoho člena jiných nezjišťovaných církví a jednoho člověka bez vyznání se hlásili k římskokatolické církvi. Podle sčítání lidu z roku 1930 měla vesnice 552 obyvatel: sedm Čechoslováků a 545 Němců. S výjimkou jednoho evangelíka a čtyř židů byli římskými katolíky.
|                                                                                                 | 1869 | 1880 | 1890 | 1900 | 1910 | 1921 | 1930 | 1950 | 1961 | 1970 | 1980 | 1991 | 2001 | 2011 | 2021 |
| ----------------------------------------------------------------------------------------------- | ---- | ---- | ---- | ---- | ---- | ---- | ---- | ---- | ---- | ---- | ---- | ---- | ---- | ---- | ---- |
| Obyvatelé                                                                                       | 688  | 724  | 684  | 711  | 691  | 567  | 552  | 248  | 335  | 316  | 247  | 259  | 277  | 260  | 284  |
| Domy                                                                                            | 64   | 71   | 76   | 76   | 80   | 82   | 85   | 78   | 129  | 58   | 56   | 64   | 66   | 83   | 95   |
| Data z roku 1961 zahrnují i domy z místních částí Horní Tašovice, Nová Víska, Peklo a Žalmanov. |      |      |      |      |      |      |      |      |      |      |      |      |      |      |      |

## Obecní správa

### Části obce
- Stružná
- Horní Tašovice, asi 1,5 km jihovýchodně, s více než 50 obyvateli.
- Nová Víska s asi 15 obyvateli 1,5 km jihozápadně od Stružné.
- Peklo, necelé 3 km západně, kde je jedna trvale obývaná usedlost a desítka rekreačních objektů.
- Žalmanov, vesnice 1,5 km severozápadně od Stružné, přibližně se 160 obyvateli.

### Obecní symboly
Znak a vlajka byly obci uděleny rozhodnutím předsedkyně Poslanecké sněmovny Parlamentu České republiky dne 18. května 2012.

## Pamětihodnosti
- Socha svatého Jana Nepomuckého ze druhé poloviny osmnáctého století[13]
- Původně barokní zámek Stružná upravený v novorenesančním slohu[13]
- Hřbitovní kaple svatého Josefa[13]
- Zaniklá tvrz